# Етана
Етана (шум. en.te.na lugal.e lu bi.in.e.de; аккад. e-ta-na) — міфічний цар (лугаль) давнього шумерського міста Кіша, що правив на початку III тисячоліття до н. е. За «Царським списком» Етана — 13-й правитель, за давнішої традиції — 1-й цар цієї династії. Його попередники, названі в «Царському списку», імовірно вигадані компіляторами і носять «звірині» імена семітського походження (Калбум — «собака», Калумум — «ягня», Зукакіпу — «скорпіон»), пов'язані з магією. Припускають, що ці імена походять з епохи формування шумерської народності, епохи первіснообщинного ладу.

## Легендарний життєпис
Етана був першим правителем Шумера, про чиї діяння збереглися фрагментарні джерела. У «Царському списку» про нього йдеться як про правителя,«який стабілізував всі землі». Це твердження знайдене в документі, датованому тисячоліттям після правління Етана. У зв'язку з цим висувають припущення, що він встановив своє панування не тільки в Шумері, а й на деяких сусідніх територіях. Не випадково, згодом титул «цар Кіша» сприймався як цар-гегемон, що стоїть над усіма іншими правителями та царями.
Те, що Етана був примітною і неабиякою фігурою в ранній історії Шумеру, підтверджується легендарним характером його діяльності, про що йдеться в тому ж «Царському списку» — мовляв цей цар «був людиною, що зійшла на небеса», а також у семіто-аккадській поемі (шумерський її прототип досі не знайдено) початку II тисячоліття до н. е., де згадується той же міфічний мотив. За цією легендою, Етана був набожним, богобоязливим царем, який віддано і сумлінно дотримувався приписів божественного культу, але був проклятий бездітністю і не мав спадкоємця свого імені. Тому його заповітним бажанням було добути «рослину народження», але та знаходилася на небесах поза досяжністю смертного. Аби потрапити на небеса, Етана заручився допомогою орла, врятованого ним з ями, куди його вкинула змія, чию дружбу орел зрадив і чиїх дитинчат зжер. З величезної висоти земля здалася Етані не більше «борозни», а море — «мискою з юшкою». Коли ж вони зовсім зникли з виду, Етана злякався … — На цьому текст обривається. Кінець історії досі знайти не вдалося. Очевидно, за переказом, Етана не залишився на небесах, бо судячи з похоронної пісні з таблички, що є в Музеї імені Пушкіна, а також однієї з табличок аккадського епосу про Гільгамеша, Етану описують вже в Нижньому світі, куди потрапляють усі смертні, незалежно від їхньої слави. Судячи з того, що Етана, за «Царським списком» заступив його син Баліх, той все ж таки мав спадкоємця.
Ця легенда мала популярність серед різьбярів печаток, судячи з кількості печаток з зображенням смертного, що піднімається до небес на крилах орла. Тож можна припустити, Етана був могутньою і величною фігурою, чиє життя та подвиги захоплювали уяву давніх співаків і поетів Шумеру.
«Царський список» повідомляє що Етана правив буквально фантастичну кількість років, а саме 1560 років (є варіанти 635 років). Після Етани, за «Царським списком», слідували семеро доволі безликих царів, включаючи й сина Етани Баліха, аж поки на престол не ступив Ен-Мебарагесі, про якого збереглося більше відомостей. Деякі з цих правителів мали радше семітські, ніж шумерські імена і, за списком, всі правили по кілька сотень років.